# HLA-G
HLA-G (англ. Major histocompatibility complex, class I, G) — білок, який кодується однойменним геном, розташованим у людей на короткому плечі 6-ї хромосоми. Довжина поліпептидного ланцюга білка становить 338 амінокислот, а молекулярна маса — 38 224.
| 10         |  | 20         |  | 30         |  | 40         |  | 50         |
| ---------- |  | ---------- |  | ---------- |  | ---------- |  | ---------- |
| MVVMAPRTLF |  | LLLSGALTLT |  | ETWAGSHSMR |  | YFSAAVSRPG |  | RGEPRFIAMG |
| YVDDTQFVRF |  | DSDSACPRME |  | PRAPWVEQEG |  | PEYWEEETRN |  | TKAHAQTDRM |
| NLQTLRGYYN |  | QSEASSHTLQ |  | WMIGCDLGSD |  | GRLLRGYEQY |  | AYDGKDYLAL |
| NEDLRSWTAA |  | DTAAQISKRK |  | CEAANVAEQR |  | RAYLEGTCVE |  | WLHRYLENGK |
| EMLQRADPPK |  | THVTHHPVFD |  | YEATLRCWAL |  | GFYPAEIILT |  | WQRDGEDQTQ |
| DVELVETRPA |  | GDGTFQKWAA |  | VVVPSGEEQR |  | YTCHVQHEGL |  | PEPLMLRWKQ |
| SSLPTIPIMG |  | IVAGLVVLAA |  | VVTGAAVAAV |  | LWRKKSSD   |  |            |

A: Аланін

C: Цистеїн

D: Аспарагінова кислота

E: Глутамінова кислота

F: Фенілаланін

G: Гліцин

H: Гістидин

I: Ізолейцин

K: Лізин

L: Лейцин

M: Метіонін

N: Аспарагін

P: Пролін

Q: Глутамін

R: Аргінін

S: Серин

T: Треонін

V: Валін

W: Триптофан

Задіяний у такому біологічному процесі, як імунітет. 
Локалізований у мембрані.